# CAF Confederation Cup 2008
Der CAF Confederation Cup 2008 war die 5. Spielzeit des zweitwichtigsten afrikanischen Wettbewerbs für Vereinsmannschaften im Fußball unter dieser Bezeichnung. Die Saison begann mit der Vorrunde am 16. Februar 2008 und endete mit den Finalspielen im November 2008. Titelverteidiger war der tunesische Verein CS Sfax.
Sieger wurde zum zweiten Mal in Folge CS Sfax aus Tunesien, die sich im Finale nach einem Gesamtergebnis von 2:2 aufgrund der Auswärtstorregel gegen Étoile Sportive du Sahel durchsetzen konnten. Sie qualifizierten sich somit für den CAF Super Cup gegen den Sieger der Champions League 2008.

## Vorrunde
Die Hinspiele wurden vom 15. bis zum 17. Februar, die Rückspiele vom 29. Februar bis zum 2. März 2008 ausgetragen.
|                           | Gesamt          |                              | Hinspiel | Rückspiel |
| ------------------------- | --------------- | ---------------------------- | -------- | --------- |
| Union Sportif Masséda     | 3:1             | UNB FC Porto Novo            | 2:0      | 1:1       |
| Monrovia Black Star FC    | 0:3             | Satellite FC                 | 0:0      | 0:3       |
| AS Mangasport             | 5:0             | AS GNN                       | 3:0      | 2:0       |
| Gambia Ports Authority FC | 0:4             | ES Bingerville               | 0:1      | 0:3       |
| AS Maniema Union          | 3:0             | Akonangui FC                 | 3:0      | 0:0       |
| Express FC                | 1:1 (5:4 i. E.) | AS Inter Star                | 1:0      | 0:1       |
| AS Adema                  | 1:2             | Young Africans SC            | 1:0      | 0:2       |
| AS CotonTchad             | 1 w/o 1         | Alakhdhar SC                 | —        | —         |
| Highlanders FC            | 3:1             | Clube Ferroviário de Nampula | 3:0      | 0:1       |
| Chipukizi FC              | 0:7             | Green Buffaloes              | 0:5      | 0:2       |
| Harar City FC             | 2:2 (3:5 i. E.) | Rayon Sports                 | 2:0      | 0:2       |
| ANSE Réunion              | 2:1             | Petite Rivière Noire FC      | 2:1      | 0:0       |
| JS Talangaï               | 3:5             | Mount Cameroon FC            | 2:1      | 1:4       |

Anmerkungen

## Erste Runde
Die Hinspiele wurden vom 21. bis zum 23. März, die Rückspiele vom 4. bis zum 6. April 2008 ausgetragen.
|                                | Gesamt          |                       | Hinspiel | Rückspiel |
| ------------------------------ | --------------- | --------------------- | -------- | --------- |
| Issia Wazi FC                  | 3:4             | Union Sportif Masséda | 2:0      | 1:4       |
| Rachad Bernoussi               | (a)3:3(a)       | Espérance Tunis       | 3:1      | 0:2       |
| Djoliba AC                     | 3:0             | Satellite FC          | 2:0      | 1:0       |
| Atlético Petróleos de Luanda   | 1:3             | AS Mangasport         | 1:2      | 0:1       |
| ASC Linguère                   | 3:3 (5:3 i. E.) | ES Bingerville        | 3:0      | 0:3       |
| CS Sfax                        | 2:1             | JSM Béjaïa            | 1:0      | 1:1       |
| Les Astres FC                  | 2:0             | AS Maniema Union      | 2:0      | 0:0       |
| AS Vita Club                   | 0:0 (4:2 i. E.) | Express FC            | 0:0      | 0:0       |
| Alakhdhar SC                   | 2:1             | Young Africans SC     | 1:1      | 1:0       |
| MC Alger                       | 0:1             | Haras El-Hodood SC    | 0:0      | 0:1       |
| Green Buffaloes                | 1:2             | Highlanders FC        | 1:1      | 0:1       |
| al-Merreikh Omdurman           | 3:0             | Rayon Sports          | 3:0      | 0:0       |
| Ajax Cape Town                 | 5:1             | ANSE Réunion          | 1:0      | 4:1       |
| Estrela Clube Primeiro de Maio | 1:2             | Mount Cameroon FC     | 0:2      | 1:0       |
| Casa Sports                    | 1:2             | Dolphins FC           | 0:0      | 1:2       |
| Wikki Tourists                 | 3:6             | Asante Kotoko SC      | 2:2      | 1:4       |

## Zweite Runde
Die Hinspiele wurden vom 25. bis zum 27. April, die Rückspiele vom 9. bis zum 11. Mai 2008 ausgetragen.
|                       | Gesamt    |                      | Hinspiel | Rückspiel |
| --------------------- | --------- | -------------------- | -------- | --------- |
| Union Sportif Masséda | 2:6       | Espérance Tunis      | 1:0      | 1:6       |
| Djoliba AC            | 5:2       | AS Mangasport        | 3:1      | 2:1       |
| ASC Linguère          | (a)4:4(a) | CS Sfax              | 3:2      | 1:2       |
| Les Astres FC         | (a)1:1(a) | AS Vita Club         | 0:0      | 1:1       |
| Alakhdhar SC          | 1:2       | Haras El-Hodood SC   | 1:1      | 0:1       |
| Highlanders FC        | 1:5       | al-Merreikh Omdurman | 0:2      | 1:3       |
| Ajax Cape Town        | 5:6       | Mount Cameroon FC    | 5:1      | 0:5       |
| Dolphins FC           | 3:4       | Asante Kotoko SC     | 2:0      | 1:4       |

## Play-off-Runde
Bei der Auslosung wurde je ein Sieger der zweiten Runde gegen einen Unterlegenen der Achtelfinale der Champions League gelost, wobei die Vereine des CAF Confederation Cups im Rückspiel Heimrecht hatten. Die Hinspiele wurden vom 11. bis zum 13. Juli, die Rückspiele vom 25. bis zum 27. Juli 2008 ausgetragen.
|                          | Gesamt          |                      | Hinspiel | Rückspiel |
| ------------------------ | --------------- | -------------------- | -------- | --------- |
| Étoile Sportive du Sahel | 2:0             | Espérance Tunis      | 2:0      | 0:0       |
| Club Africain Tunis      | 0:0 (5:3 i. E.) | Djoliba AC           | 0:0      | 0:0       |
| Platinum Stars           | 2:4             | CS Sfax              | 2:2      | 0:2       |
| JS Kabylie               | 2:1             | Les Astres FC        | 1:1      | 1:0       |
| Mamelodi Sundowns        | 1:2             | Haras El-Hodood SC   | 1:0      | 0:2       |
| Olympique Khouribga      | (a)2:2(a)       | al-Merreikh Omdurman | 2:2      | 0:0       |
| GD Interclube            | 3:2             | Mount Cameroon FC    | 2:1      | 1:1       |
| al-Ittihad               | 3:4             | Asante Kotoko SC     | 2:1      | 1:3       |

## Gruppenphase
Die acht Sieger der Play-off-Runde wurden zu zwei Gruppen mit jeweils vier Mannschaften gelost. Die Gruppensieger qualifizierten sich für das Finale, die Zweit-, Dritt- und Viertplatzierten schieden aus dem Wettbewerb aus. Bei Punktgleichheit zweier oder mehrerer Mannschaften wurde die Platzierung durch folgende Kriterien ermittelt:
1. Anzahl Punkte im direkten Vergleich
2. Tordifferenz im direkten Vergleich
3. Anzahl Tore im direkten Vergleich
4. Anzahl Auswärtstore im direkten Vergleich
5. Wenn nach der Anwendung der Kriterien 1 bis 4 immer noch mehrere Mannschaften denselben Tabellenplatz belegen, werden die Kriterien 1 bis 4 erneut angewendet, jedoch ausschließlich auf die Direktbegegnungen der betreffenden Mannschaften. Sollte auch dies zu keiner definitiven Platzierung führen, werden die Kriterien 6 bis 9 angewendet.
6. Tordifferenz aus allen Gruppenspielen
7. Anzahl Tore in allen Gruppenspielen
8. Anzahl Auswärtstore in allen Gruppenspielen
9. Losziehung

### Gruppe A
| Pl. | Verein              | Sp. | S | U | N | Tore    | Diff. | Punkte |
| --- | ------------------- | --- | - | - | - | ------- | ----- | ------ |
| 1.  | CS Sfax             | 6   | 4 | 1 | 1 | 011:600 | +5    | 13     |
| 2.  | Haras El-Hodood SC  | 6   | 3 | 1 | 2 | 010:600 | +4    | 10     |
| 3.  | Club Africain Tunis | 6   | 2 | 2 | 2 | 007:600 | +1    | 08     |
| 4.  | GD Interclube       | 6   | 1 | 0 | 5 | 006:160 | −10   | 03     |

| 16./17. August 2008    |     |                     |                                |
| CS Sfax                | 4:1 | GD Interclube       | Stade Taïeb Mhiri              |
| Haras El-Hodood SC     | 2:1 | Club Africain Tunis | Alexandria Stadium             |
| 30./31. August 2008    |     |                     |                                |
| Club Africain Tunis    | 0:0 | CS Sfax             | Stade El Menzah                |
| GD Interclube          | 1:0 | Haras El-Hodood SC  | Estádio Nacional dos Coqueiros |
| 12./14. September 2008 |     |                     |                                |
| Haras El-Hodood SC     | 3:1 | CS Sfax             | Alexandria Stadium             |
| Club Africain Tunis    | 3:0 | GD Interclube       | Stade El Menzah                |
| 19./21. September 2008 |     |                     |                                |
| CS Sfax                | 1:0 | Haras El-Hodood SC  | Stade Taïeb Mhiri              |
| GD Interclube          | 1:2 | Club Africain Tunis | Estádio Nacional dos Coqueiros |
| 3./5. Oktober 2008     |     |                     |                                |
| GD Interclube          | 2:3 | CS Sfax             | Estádio Nacional dos Coqueiros |
| Club Africain Tunis    | 1:1 | Haras El-Hodood SC  | Stade El Menzah                |
| 19. Oktober 2008       |     |                     |                                |
| CS Sfax                | 2:0 | Club Africain Tunis | Stade Taïeb Mhiri              |
| Haras El-Hodood SC     | 4:1 | GD Interclube       | Alexandria Stadium             |

### Gruppe B
| Pl. | Verein                   | Sp. | S | U | N | Tore    | Diff. | Punkte |
| --- | ------------------------ | --- | - | - | - | ------- | ----- | ------ |
| 1.  | Étoile Sportive du Sahel | 6   | 3 | 1 | 2 | 008:600 | +2    | 10     |
| 2.  | al-Merreikh Omdurman     | 6   | 3 | 0 | 3 | 009:800 | +1    | 09     |
| 3.  | JS Kabylie               | 6   | 3 | 0 | 3 | 008:900 | −1    | 09     |
| 4.  | Asante Kotoko SC         | 6   | 2 | 1 | 3 | 007:900 | −2    | 07     |

| 16./17. August 2008      |     |                          |                           |
| al-Merreikh Omdurman     | 3:1 | JS Kabylie               | al-Merrikh Stadion        |
| Étoile Sportive du Sahel | 2:0 | Asante Kotoko SC         | Stade Olympique de Sousse |
| 29./31. August 2008      |     |                          |                           |
| JS Kabylie               | 1:0 | Étoile Sportive du Sahel | Stadion 1. November 1954  |
| Asante Kotoko SC         | 1:0 | al-Merreikh Omdurman     | Baba-Yara-Stadion         |
| 13. September 2008       |     |                          |                           |
| Étoile Sportive du Sahel | 2:1 | al-Merreikh Omdurman     | Stade Olympique de Sousse |
| Asante Kotoko SC         | 3:1 | JS Kabylie               | Baba-Yara-Stadion         |
| 20./21. September 2008   |     |                          |                           |
| al-Merreikh Omdurman     | 2:0 | Étoile Sportive du Sahel | al-Merrikh Stadion        |
| JS Kabylie               | 2:0 | Asante Kotoko SC         | Stadion 1. November 1954  |
| 4./5. Oktober 2008       |     |                          |                           |
| Asante Kotoko SC         | 2:2 | Étoile Sportive du Sahel | Baba-Yara-Stadion         |
| JS Kabylie               | 3:1 | al-Merreikh Omdurman     | Stadion 1. November 1954  |
| 18. Oktober 2008         |     |                          |                           |
| al-Merreikh Omdurman     | 2:1 | Asante Kotoko SC         | al-Merrikh Stadion        |
| Étoile Sportive du Sahel | 2:0 | JS Kabylie               | Stade Olympique de Sousse |

## Finalrunde

### Finale

#### Hinspiel
| CS Sfax                                      | CS Sfax | Étoile Sportive du Sahel                                                                                                 | Étoile Sportive du Sahel |
| -------------------------------------------- | --- | --- | ------------------------ |
| CS Sfax                                      | \| 8. November 2008 in Sfax (Stade Taïeb Mhiri) \| \| Ergebnis: 0:0 \| \| Schiedsrichter: Mohamed Benouza ( Algerien) \| | \| 8. November 2008 in Sfax (Stade Taïeb Mhiri) \| \| Ergebnis: 0:0 \| \| Schiedsrichter: Mohamed Benouza ( Algerien) \| | Étoile Sportive du Sahel |
| 8. November 2008 in Sfax (Stade Taïeb Mhiri) | | |                          |
| Ergebnis: 0:0                                | | |                          |
| Schiedsrichter: Mohamed Benouza ( Algerien)  | | |                          |

#### Rückspiel
| Étoile Sportive du Sahel                                | Étoile Sportive du Sahel | CS Sfax | CS Sfax |
| ------------------------------------------------------- | --- | --- | ------- |
| Étoile Sportive du Sahel                                | \| 22. November 2008 in Sousse (Stade Olympique de Sousse) \| \| Ergebnis: 2:2 (0:1) \| \| Schiedsrichter: Eddy Maillet ( Seychellen) \| | \| 22. November 2008 in Sousse (Stade Olympique de Sousse) \| \| Ergebnis: 2:2 (0:1) \| \| Schiedsrichter: Eddy Maillet ( Seychellen) \| | CS Sfax |
| Étoile Sportive du Sahel                                | 1:2 Opara (73.) 2:2 Abdennour (79.) | 0:1 Agyemang (2.) 0:2 Nafti (69.) | CS Sfax |
| 22. November 2008 in Sousse (Stade Olympique de Sousse) | | |         |
| Ergebnis: 2:2 (0:1)                                     | | |         |
| Schiedsrichter: Eddy Maillet ( Seychellen)              | | |         |